# Chrysophyllum papuanicum
Chrysophyllum papuanicum là một loài thực vật có hoa trong họ Hồng xiêm. Loài này được (Pierre ex Dubard) Royen mô tả khoa học đầu tiên năm 1957.